# 格拉年
格拉年，是西班牙阿拉贡自治区韦斯卡省的一个市镇。总面积124平方公里，总人口1994人（2001年），人口密度16人/平方公里。